# Ентесіле
Ентесі́ле — невеликий острів у Червоному морі, належить Еритреї.

## Географія
Розташований за 15 км на схід від материка, від якого відокремлений протокою Массава Південний, північніше архіпелагу Дахлак. Має компактну овальну форму. Довжина острова 470 м, ширина до 300 м. Острів вкритий пісками, північний берег облямований кораловими рифами.